# フラッシュバック/木漏レビノ歌
「フラッシュバック／木漏レビノ歌」（フラッシュバック／こもレビノうた）は、2008年2月27日に発売された、HIGH and MIGHTY COLORの12枚目のシングル。

## 解説
- 「Dreams」以来のアニメタイアップとなっている。
- 8thシングル「遠雷 〜遠くにある明かり〜」以来のDVD付きの形態はなく、またジャケットにメンバーの写真が使われていないものとなった。

## 収録曲
| 全作詞: マーキー&ユウスケ、全編曲: HIGH and MIGHTY COLOR。 |                                      |                   |          |      |
| #                                                          | タイトル                             | 作詞              | 作曲     | 時間 |
| 1.                                                         | 「フラッシュバック」                 | マーキー&ユウスケ | MEG      | 4:40 |
| 2.                                                         | 「木漏レビノ歌」                     | マーキー&ユウスケ | ユウスケ | 3:44 |
| 3.                                                         | 「フラッシュバック（Instrumental）」 | マーキー&ユウスケ |          | 4:40 |
| 4.                                                         | 「木漏レビノ歌（Instrumental）」     | マーキー&ユウスケ |          | 3:41 |
| 合計時間:                                                  | 合計時間:                            | 合計時間:         | 16:45    |      |

### 楽曲解説
1. フラッシュバック
テレビ東京系アニメ『獣神演武』スペシャルテーマ。
シングルとしては初のユウスケによるラップパートがないが、Bメロはユウスケのパートとなっている。
MVは、神奈川県横浜市に存在する大原隧道で撮影されている。
2. 木漏レビノ歌
テレビ東京系アニメ『獣神演武』エンディングテーマ。
両A面だが、「木漏レビノ歌」のみMVは存在しない。

## 収録アルバム
- ROCK PIT (#1,2、2曲ともアルバム・バージョン)